# 大石輝一

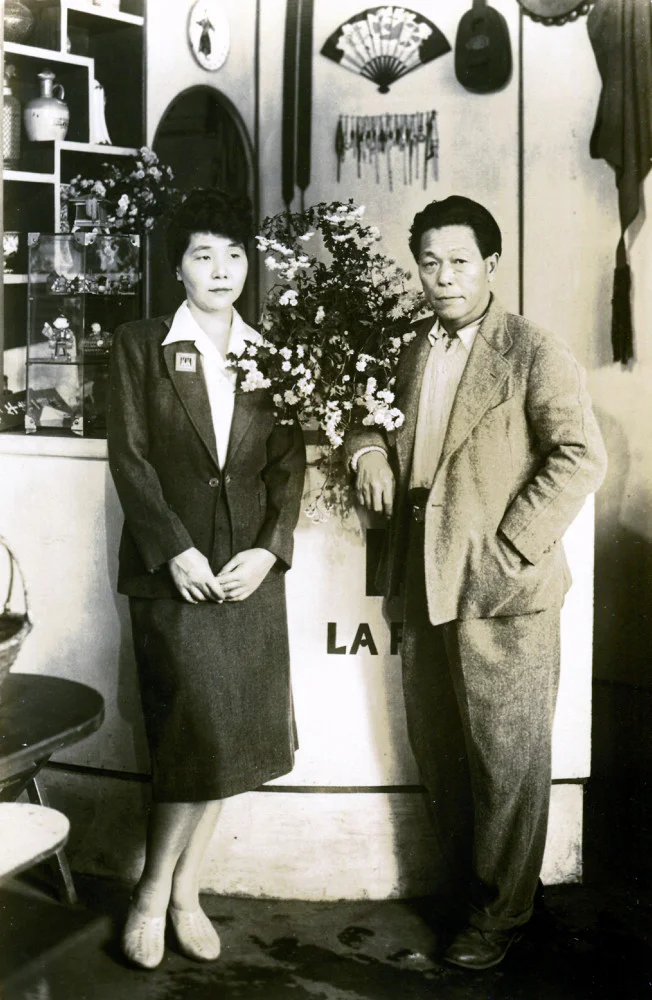
大石輝一と妻（1946年頃）。

大石 輝一（おおいし てるかず、1894年 - 1972年2月）は、日本の美術家。

## 来歴

山下清と並んだ大石輝一（1955年頃）。

大阪府大阪市に生まれる。絵画への関心は早くからあったが、画家への志望は熊野在住の友人宅に逗留した際に出会った佐藤春夫らからの影響によるとされる。東京にあった岡田三郎助の本郷洋画研究所に入門したものの、関東大震災に遭遇したことで大阪に引き揚げた。
大石は兵庫県西宮市苦楽園でアトリエを開き、大阪の高麗橋にあった喫茶店「パ・ボーニ」店主の縁戚だった益山邦子と結婚する。1934年に大石夫妻は西宮市千歳町に喫茶店「ルージュ・ラ・パボーニ」を開いた。店は地元画壇をはじめとする芸術家が集まる場となったほか、幼少期に接した野坂昭如が『火垂るの墓』などの自作にも登場させた。太平洋戦争終結後も芸術サロンとしての機能を保ち、1950年代半ば頃には「パボーニ会」（または「パボーニ倶楽部」）と称する、有志による定期的会合や会報の発行も行われた。白樺派を通じてフィンセント・ファン・ゴッホの熱心な愛好者となった大石は、ゴッホの複製画による展覧会を1954年に神戸市内で開催した。またゴッホ愛好を通じて式場隆三郎と懇意になり、式場の下にいた山下清が「パ・ボーニ」を訪問したこともあった。
大石は兵庫県三田市広野の土地を入手し、（ゴッホが暮らした）アルルに似ている、という理由で1960年に広野に「アート・ガーデン」という庭園を開き、ゴッホの顕彰碑を建立した。大石はアトリエも広野に移し、庭園にはその後柳宗悦の記念碑やカトリック夙川教会創設者のブスケ神父の像などが建立された。しかし大石は1972年2月に病没し、「アート・ガーデン」の全体構想は未完成となった。西宮市に残っていた「パ・ボーニ」は1995年の阪神・淡路大震災で全壊し、妻の邦子は翌1996年に死去した。